# Heiliger Berg

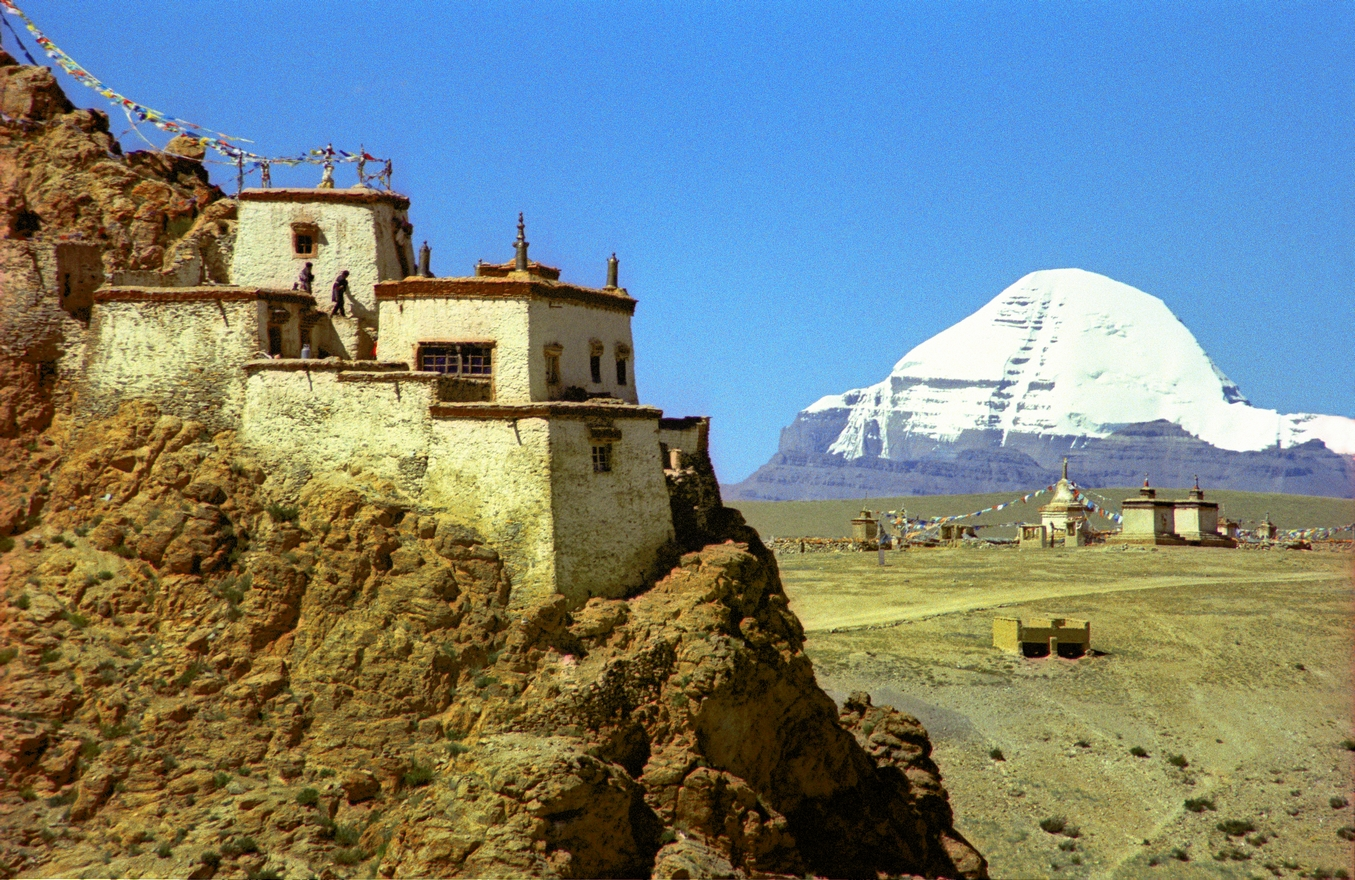
Der Kailash in Tibet, der „heiligste Berg der Welt“; auch Symbol für den Weltenberg der Schöpfung (im Vordergrund buddhistischer Tempel Chiyu Gompa, im Mittelgrund Pilger)

Als heiliger Berg wird ein Berg bezeichnet, der als Heiligtum besondere religiöse oder kultische Bedeutung hat.

## Merkmale

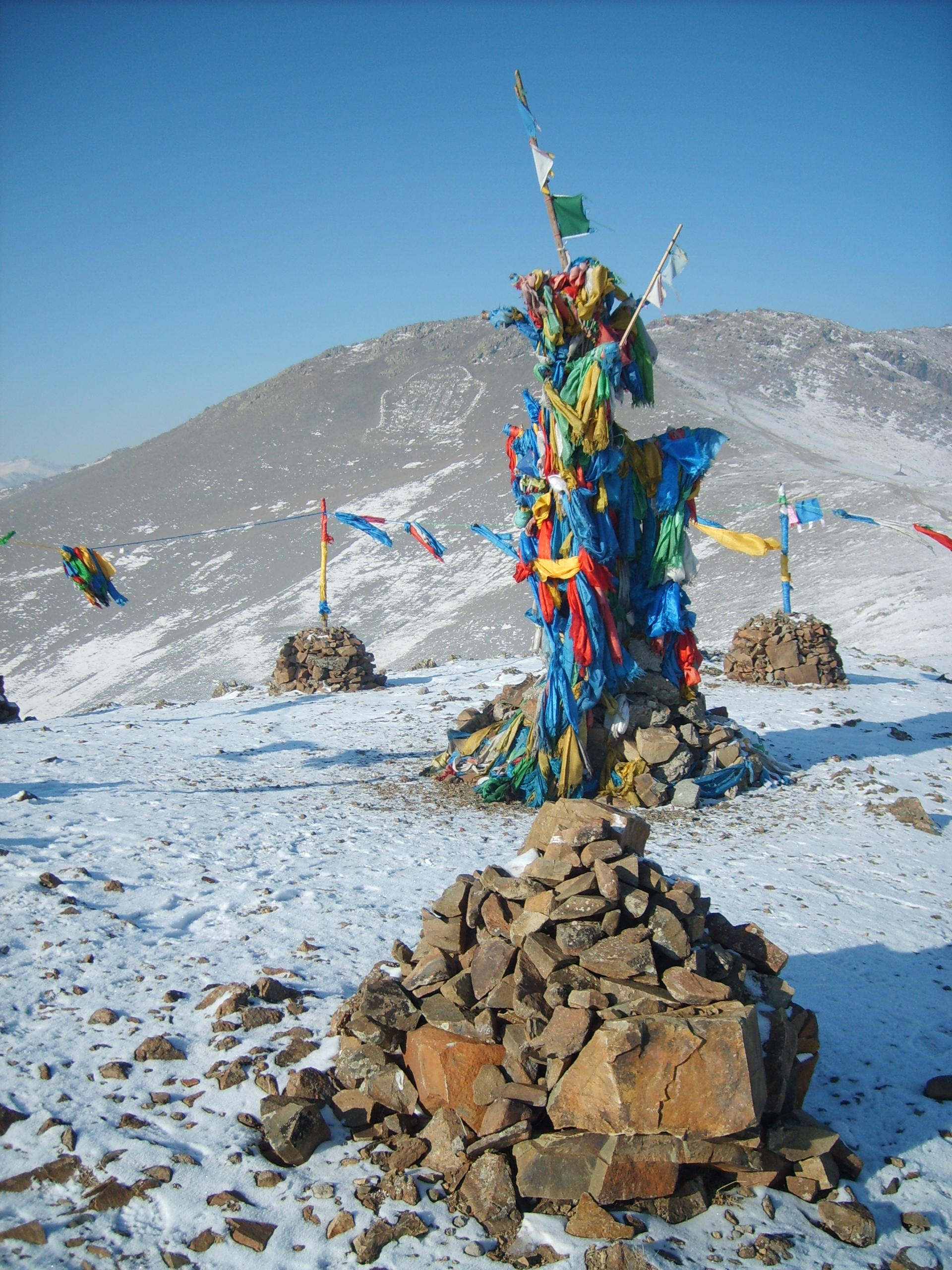
Owoo in der Mongolei – schamanisch-buddhistische Kultstätten, oft auf Bergpässen oder in Verbindung mit heiligen Bergen

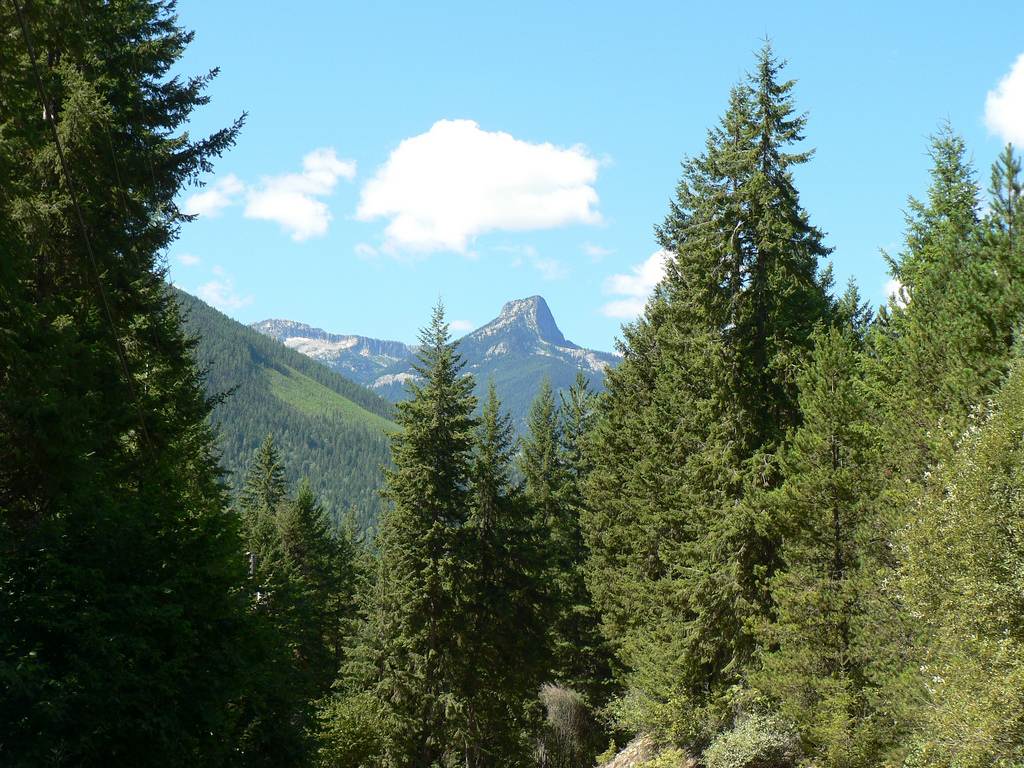
Markante, weithin auffallende Berge – wie etwa der „Frog Mountain“ genannte heilige Berg der Sinixt-Indianer – werden von erdverbundenen Kulturen häufig verehrt.

Die religiöse Verehrung geografischer Orte, die auch von praktischer Relevanz für das Leben der Menschen waren, ist aus verschiedenen Zeiten und Kulturen bekannt. Der Begriff Animismus impliziert den Glauben an die Beseeltheit der Natur und ihrer Erscheinungen, ein häufiges Kennzeichen der als Ethnische Religionen zusammengefassten Vorstellungen. Als Elemente des Volksglaubens findet der Glaube an heilige Orte auch als Pantheismus Eingang in die Traditionen einiger Weltreligionen. Daneben gelten sie für den Menschen als Symbol, Personifikation oder Manifestation der höheren Mächte.
Die Gründe und Formen der Verehrung von Bergen und Hügeln sind vielfältig:
- Die Erhebungen können als Gottheiten oder häufiger als Wohnort von Göttern, Geistern oder Dämonen betrachtet werden. Unter den als heilig erachteten Bergen finden sich viele Vulkane, von denen besondere Gefahr ausging: Naturgefahren zu personifizieren und zu vergöttlichen (Theismus), und darum auch zu verehren (Theolatrie), findet sich wohl in allen Kulturen (vergl. den Begriff ‚Vulkan‘ selbst, nach dem römischen Gott des Feuers: Einem Gott des Feuers werden als Schmiedegott dann auch Erdbeben zugeschrieben). Andererseits ist vulkanische Asche häufig wichtig für die Fruchtbarkeit ganzer Landstriche.
- Auch Berge, die wichtige Ressourcen, etwa Bodenschätze oder Wasserreserven, beispielsweise heilige Quellen, bergen, und herausragende Gipfel bzw. Massive, deren klimatische Wirkung (Regenfälle) die Bodenfruchtbarkeit des Landes positiv beeinflussten oder gutes Jagdgebiet darstellen, werden häufig mythifiziert und mystifiziert.
- Exponierten Wetterbergen, die als Wetterscheiden, Keimzellen für Gewitter, häufige Windrichtung oder Indikatoren für Wetterumschwünge bekannt sind, wurde schicksalhafte Macht zugesprochen: Der Schluss, der Berg „mache“ das Wasser, Wetter und andere Naturereignisse, oder Rohstoffe und Beute, führt in einem animistischen Weltbild zum Versuch, ihn durch Ehrerweisung oder Opfer zu beeinflussen („gnädig zu stimmen“).

Neben besonders hohen beziehungsweise freistehenden Bergen, die Orientierungspunkte (Landmarken) für Territorien oder Reisen darstellen, werden oft Berge mit markanter Form verehrt. Dies gilt etwa für pyramiden- und kegelförmige Berge, Felszinnen oder solche, deren Gestalt an Menschen (Anthropomorphismus) oder Tiere erinnert (Zoolatrie), womit eine besondere Verbindung von Lebewesen und Berg angenommen wird (Totemismus).
Ein anderer Grund für die Verehrung von Bergen kann die Assoziation mit einem besonderen Ereignis, etwa einer göttlichen Offenbarung oder einer heiligen Person sein – etwa am Berg Sinai. Berge können aber auch Wohnorte der Toten darstellen (Ahnenkulte) und als verfluchte Orte, etwa als Tanzplatz von Hexen, gelten (magische Konzepte). In etlichen Kosmogonien wird auch der „Nabel der Welt“ (als Erdmittelpunkt einer flachen Erde, oder Aufhängepunkt einer am Himmelsgewölbe hängenden runden Erde) an einem bestimmten Berg lokalisiert.
Häufig werden heilige Berge markiert oder durch rituelle Zeichen oder Gegenstände, beispielsweise Steinsetzungen (Steinmännchen, Tempelbauten, im christlichen Kulturraum durch Gipfelkreuze) gekennzeichnet. Außerdem gelten bestimmte religiöse Regeln, so kann die Besteigung solcher Berge auf einen bestimmten Personenkreis oder bestimmte Zeiten bzw. Rituale beschränkt, oder überhaupt ein Sakrileg oder Tabu sein. Andererseits kann die Besteigung oder auch Umrundung Ziel von Wallfahrten sein, oder die Gipfelregion – durch ihre Nähe zum Himmel und den höheren Mächten – geeigneter Platz für Meditation, Einsiedelei oder mönchische Gemeinschaften.
Heilige Berge behalten ihren besonderen Status oft über lange Zeit und den Wechsel mehrerer Kulturen und Religionen hinweg. Vorchristliche Kultstätten wurden etwa im Zuge der Christianisierung mit christlichen Wallfahrtsorten überbaut. Bergen zugeschriebene oder assoziierte Gottheiten und Konzepte werden durch die Entsprechungen des eigenen Glaubenssystems übernommen.

## Heilige Berge in verschiedenen Regionen
Die Sortierung erfolgt nach abnehmender Höhe über dem Meeresspiegel innerhalb der jeweiligen Unterkategorie.

### Europa

#### Griechisch/römische Antike

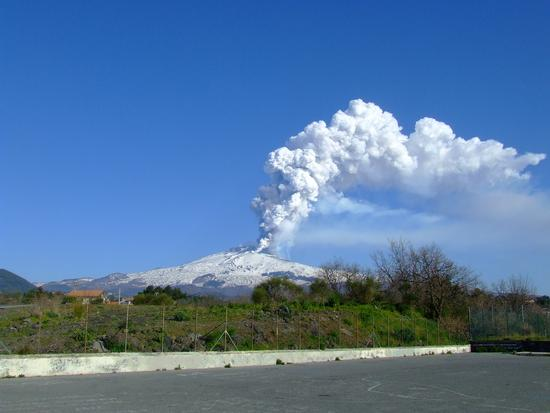
Vulkane wie der Ätna wurden seit der Frühzeit mit den Göttern in Verbindung gebracht

- Dem Ätna als größter Vulkan Europas wurden seit der Antike verschiedene mythologische Bedeutungen zugeschrieben. Unter anderem spielt er eine Rolle in der Artussage.
- Olymp, Sitz der griechischen Götter der Antike.
- Parnass und Pindos, beide als Sammlungsstätte der Musen um Apollon gedeutet.
- Athos, ein Berg auf der griechischen Halbinsel Chalkidikí, der heilige Berg (Άγιον Όρος, Ágion Óros) der orthodoxen Kirche.
- Attavyros auf Rhodos, heiliger Berg des Zeus mit Tempel am Gipfel.
- Der Monte Cavo in den Albaner Bergen nahe bei Rom war der heilige Berg der Latiner. In römischer Zeit wurde er als Sitz des Iupiter latiaris verehrt, dem ein Tempel auf dem Gipfel geweiht war.
- Giouchtas mit Anemospilia, ein Beispiel für die Gipfelheiligtümer der minoischen Kultur.

#### Weitere ur- oder frühgeschichtliche Bergheiligtümer
- Mitteleuropa

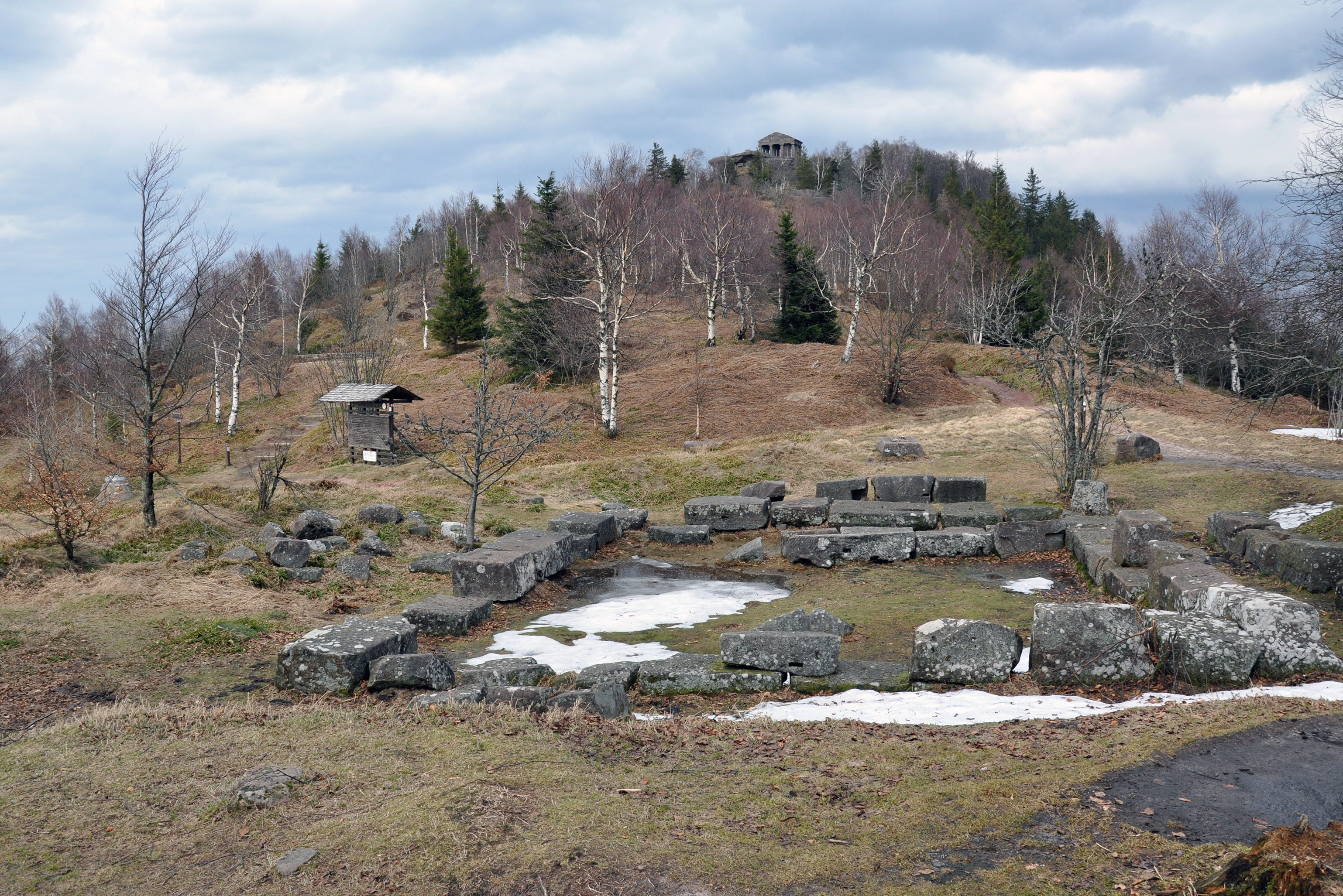
Der Berg Donon in den Vogesen war dem Keltengott Vosegus geweiht (im Vordergrund Mauerreste, im Hintergrund rekonstruierter Tempel)

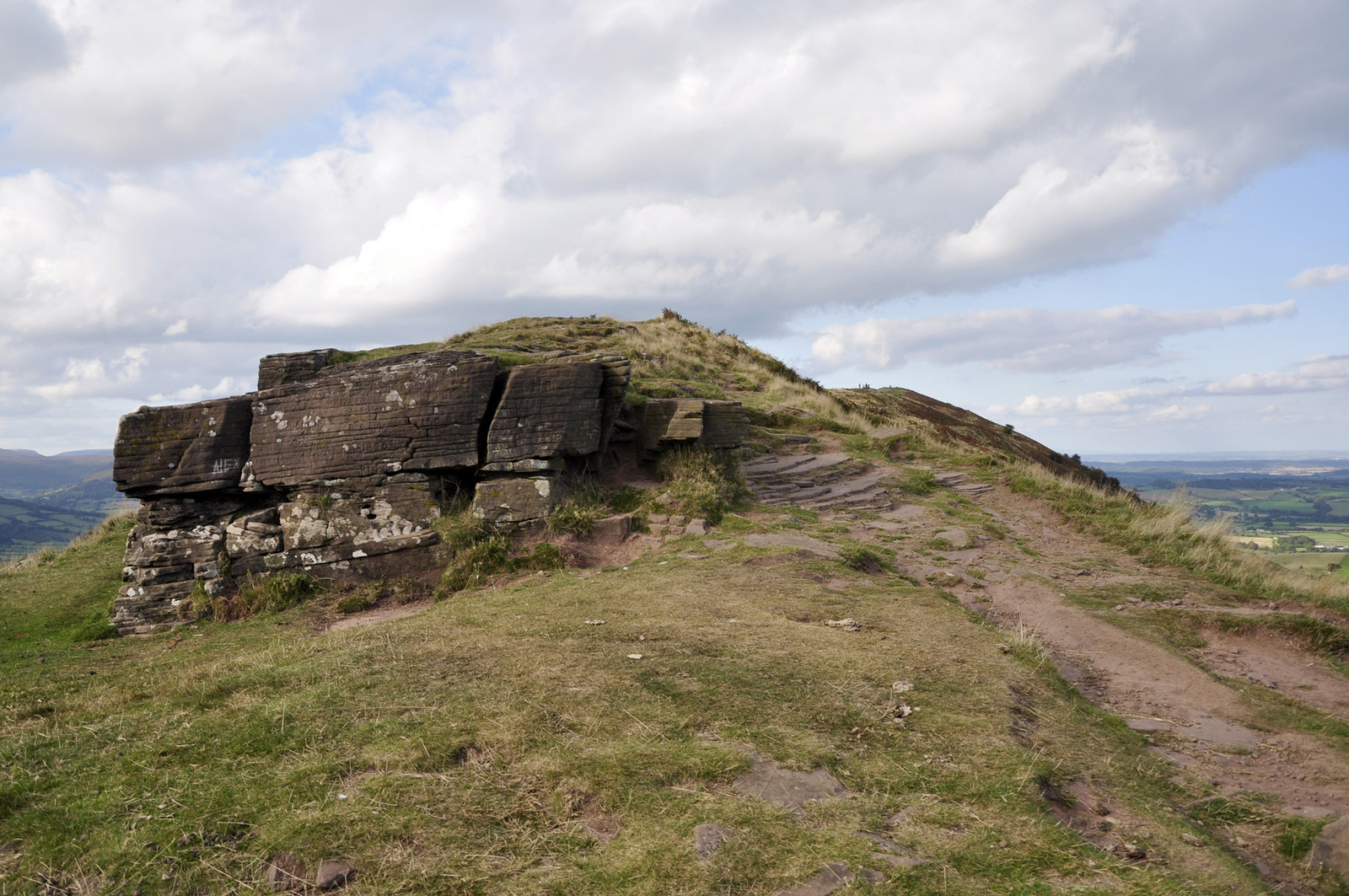
Ysgyryd Fawr, heiliger Berg von Wales

  - Tempel- und Siedlungsberge der keltisch-eisenzeitlichen Bevölkerung Europas („Keltenberge“), oft mit Kirchen bebaut:
    - Der Arber im Bayerische Wald.
    - Der Goldbichl nahe Innsbruck ist ein strategisch günstig gelegener Hügel, der sowohl in der Bronze- als auch in der Eisenzeit als Brandopferplatz genutzt und teilweise künstlich aufgeschüttet wurde.
    - Magdalensberg in Kärnten.
    - Der Donon, ein heiliger Berg in den Vogesen mit keltischen und römischen Kultanlagen, die dem Gott Vosegus geweiht waren.
    - Am Danielsberg in Kärnten wurde ein eisenzeitliches Heiligtum durch einen römischen Herkulestempel und dieser durch eine Kirche ersetzt.
    - Der Kreuzberg in der Rhön gilt als „Heiliger Berg der Franken“, aber auch der Staffelberg und das Walberla werden so bezeichnet.
    - Der Bussen gilt als der Heilige Berg Oberschwabens.
    - Der Wilzenberg, auch „Heiliger Berg des Sauerlandes“ genannt, war ein wichtiges heidnisches und christliches Heiligtum und ist heute noch Wallfahrtsort.
    - Der Bogenberg mit seiner Wallfahrtskirche wird manchmal als Heiliger Berg Niederbayerns bezeichnet.

  - Am Donnersberg in der Pfalz wurde möglicherweise Donar oder Taranis verehrt.
  - Der Hohenstein im niedersächsischen Süntel war das Hauptheiligtum der Cherusker und späteren Sachsen.
- Westeuropa (Kelten)
  - Ysgyryd Fawr, der „heilige Berg von Wales“.
  - Cnoc Áine im irischen County Limmerick.
- Osteuropa (Slawen)
  - Der Kriváň ist der heilige Nationalberg der Slowaken.
  - Altvatergebirge und Riesengebirge, die Namen gehen auf frühe slawische Vorstellungen zurück (Rübezahl, „Herr der Berge“).
  - Der Říp gilt als heiliger Berg der Tschechen.

#### Vorwiegend christlich geprägte heilige Berge

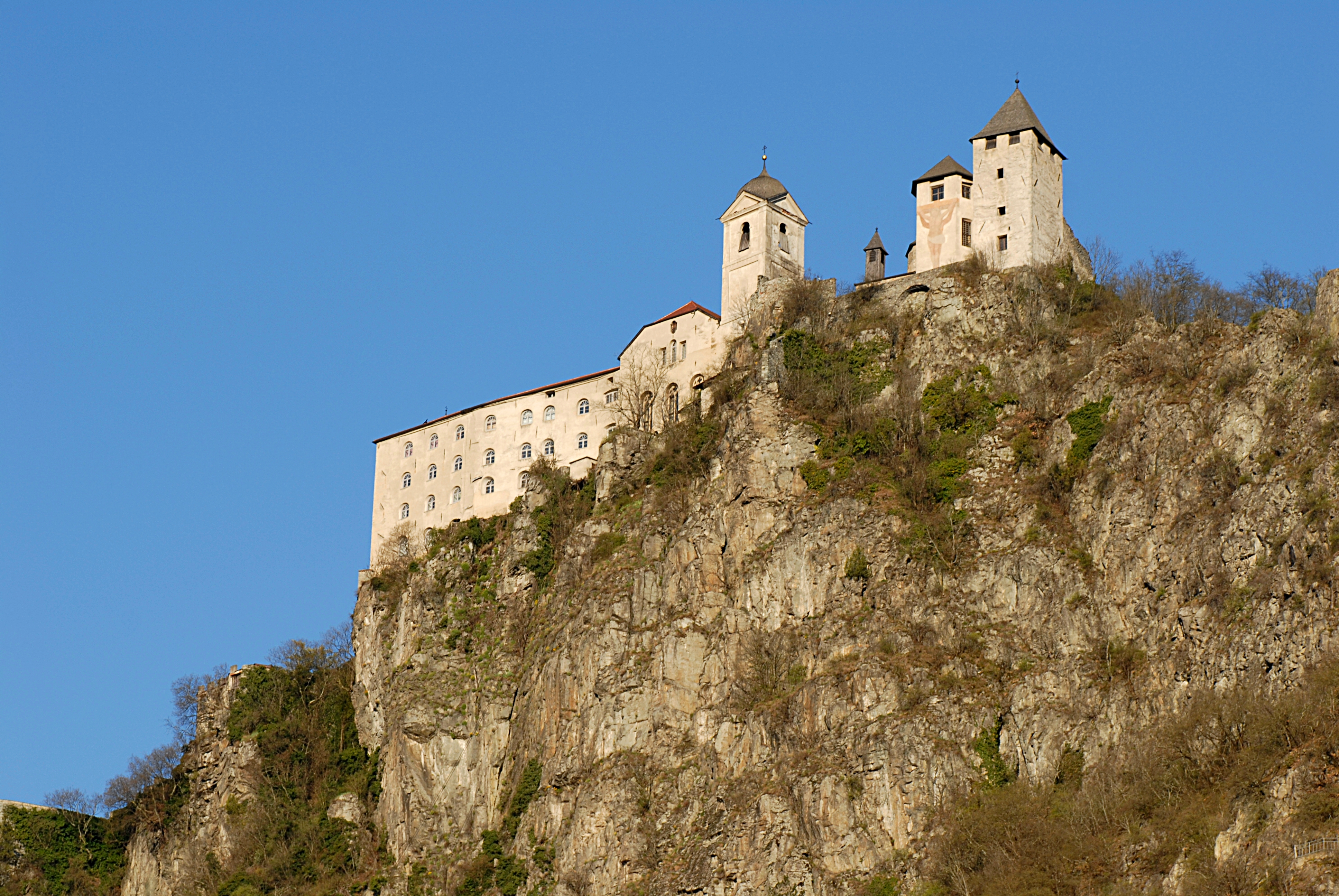
Kloster Säben auf dem Säbener Berg in Südtirol

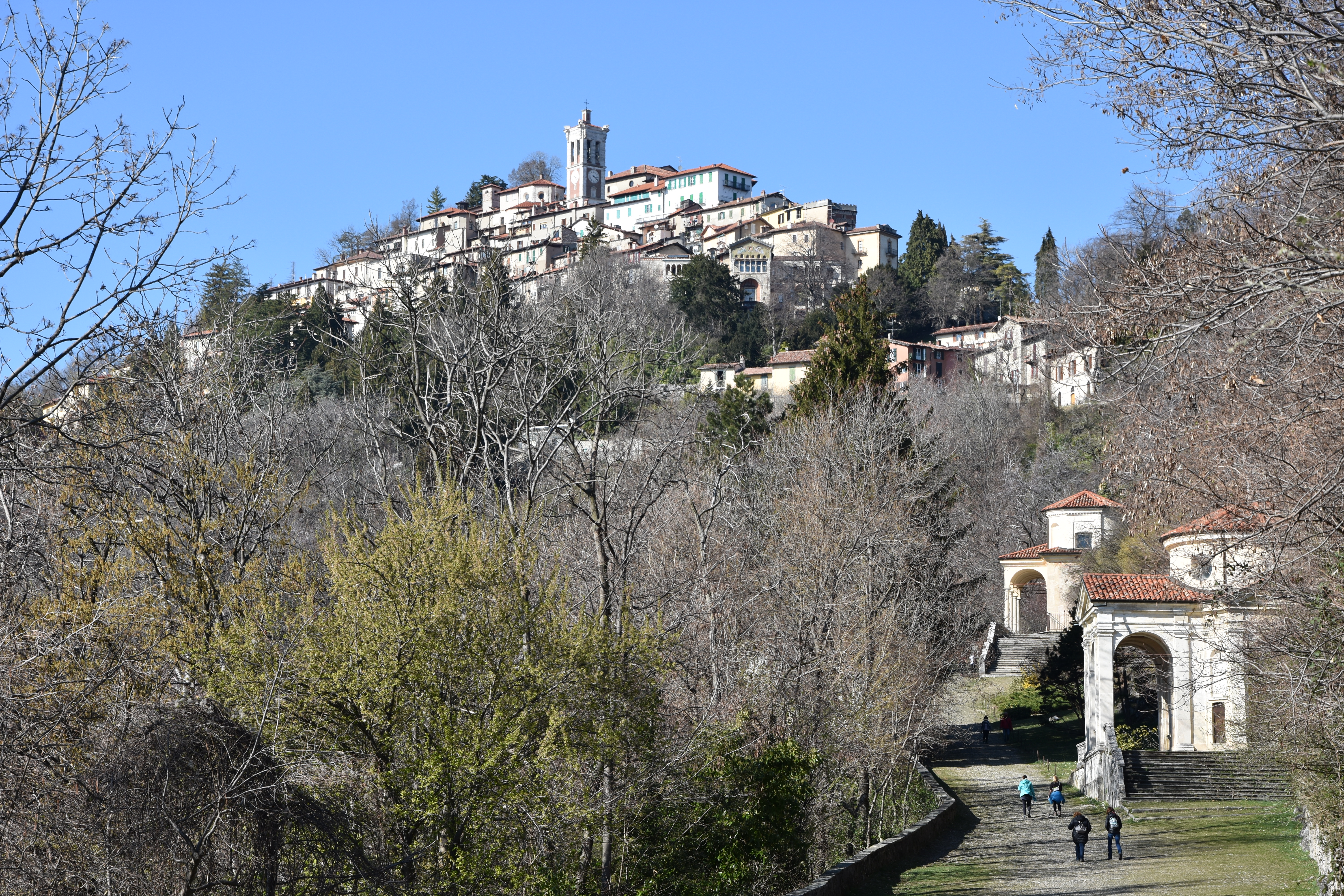
Sacro Monte di Varese, eine der neun Sacri Monti-Bergkapellen in Norditalien

- Monte Sacro mit der Pilgerstätte Sanctuario della Madonna di Novi Velia auf dem Gipfel, Cilento, Italien.
- Mount Brandon, mit dem heiligen Brandanus assoziiert.
- Croagh Patrick in Irland, Fastenstätte des heiligen Patrick.
- Das Kloster Andechs liegt auf dem Heiligen Berg der Bayern.
- Kloster Säben auf dem Säbener Berg in Südtirol.
- Der Hülfensberg, der „heilige Berg des Eichsfeldes“, ist seit dem Spätmittelalter ein Wallfahrtsort in Thüringen.

- Die neun Sacri Monti in Norditalien sind weitläufige Kapellenanlagen aus dem späten 16. und 17. Jahrhundert.
  - Sacro Monte di Ossuccio
  - Sacro Monte di Oropa
  - Sacro Monte di Varese
  - Sacro Monte di Belmonte
  - Sacro Monte di Ghiffa
  - Sacro Monte di Varallo
  - Sacro Monte di Crea
  - Sacro Monte di Domodossola
  - Sacro Monte d’Orta

#### Heilige Berge im Islam
- Der Elbrus (russischer Kaukasus) galt als heiliger Berg, als Sintflutberg und als Verbannungsort der Diws.
- Der Tomorr in Südalbanien ist ein heiliger Berg der islamischen Bektaschi.
- Der Shkëlzen in den albanischen Alpen ist aufgrund eines Grabes auf dem Gipfel für die Gläubigen der Region ein heiliger Berg.
- Der Iremel ist südlichen Ural ist der heilige Berg der Baschkiren

#### Kultur der nordeuropäischen Samen

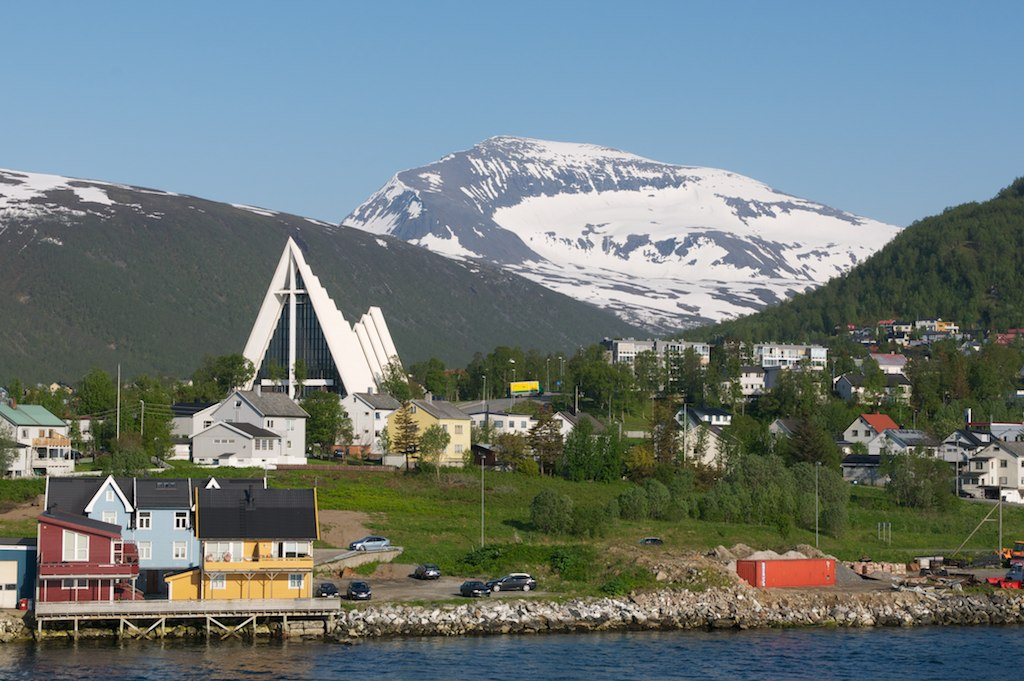
Christliche Kirche und heiliger Berg Tromsdalstinden aus der ethnischen Religion der Samen

- Der Atoklimpen (südsamisch: Aatoeklibpie) im schwedischen Västerbotten
- Der Tromsdalstinden südöstlich von Tromsø in Nord-Norwegen
- Der Haltitunturi an der Nordwestgrenze von Norwegen und Finnland

#### Namentlich

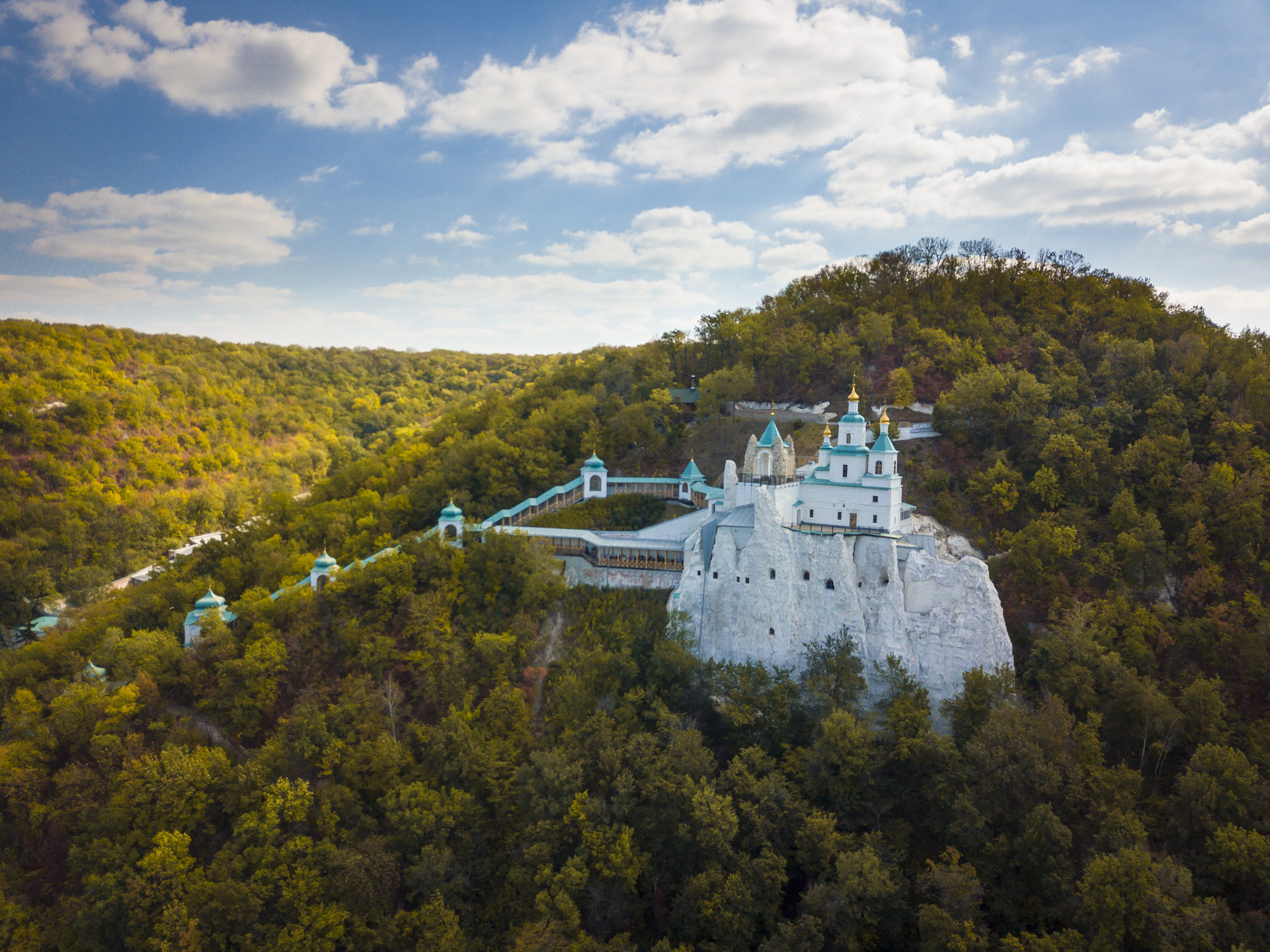
Kloster Swjatohirsk auf dem Swjataja Gora (Heiliger Berg) in der Ukraine

- Heiliger Berg findet sich im deutschsprachigen Kulturraum …
  - … bei Bärnbach in der Steiermark in Österreich (539 m),
  - … bei Suhl in Thüringen (513 m)
  - … bei Hennersdorf (Kamenz) in Sachsen (354 m)
  - … bei Haselbachtal in Sachsen (354 m)
  - … bei Blumenthal in Holstein, ein 78 m hoher Hügel, der vermutlich eine vorzeitliche Kultstätte war.
- Helgafell heißt Heiliger Berg auf Isländisch und deutet auf wikingerzeitliche Kultstätten hin
  - Helgafell (Hafnarfjörður),
  - Helgafell (Heimaey),
  - Helgafell (Mosfellsbær),
  - Helgafell.
- Im slawischen Sprachraum heißt Heiliger Berg etwa:
  - Sveta Gora (Slowenien),
  - Svatá hora (Tschechien),
  - Swjataja Gora (Ukraine),
  - Święta Góra (Polen).
- Beinn Shiantaidh heißt auf Gälisch ebenfalls Heiliger Berg (Insel Jura in Schottland).

#### Sonstige
- Pic du Canigou, zuweilen auch heute noch als heiliger Berg oder „Olymp“ der Katalanen angesehen.
- Mtazminda (Georgien), Berg in der Hauptstadt Tiflis.
- Der Montaña de Guaza im Süden von Teneriffa war den vorkolonialen Guanchen heilig.

### Asien

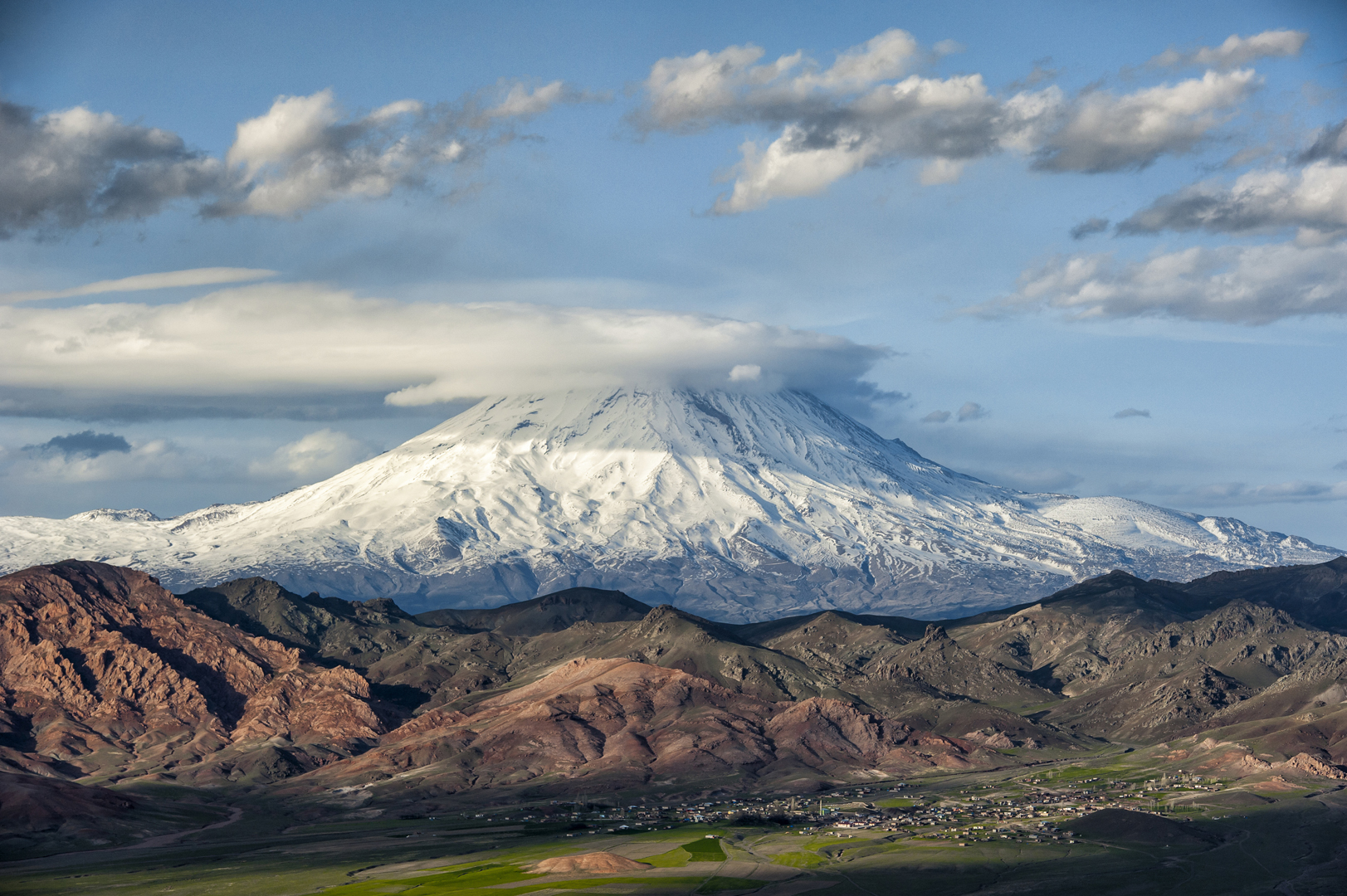
Auf dem Ararat (heutige Türkei) soll die Arche Noah auf Grund gelaufen sein

#### Naher Osten
- Der Damāwand spielt eine wichtige Rolle in der iranischen Mythologie und im Zoroastrismus. Er ist Ort vieler Heldensagen und Sitz des Drachen Azhi Dahaka, einer apokalyptischen Figur.
- nach der Überlieferung ist der Ararat der Berg, auf dem die Arche Noah nach der Sintflut auf Grund lief. Nach altarmenischem Glauben als „Mutter der Welt“ wichtige Rolle bei der Erschaffung der Welt, auch Wohnsitz von Berggeistern.
- dem Süphan Dağı, Türkei wurden als dem Berg Eidoru von den Urartäern Tieropfer dargebracht.
- Der Erciyes Dağı gilt als heiliger Berg Kappadokiens.
- Berg Sinai/Berg Horeb, an dem Mose Gott begegnete und die Zehn Gebote erhielt.
- Mons Casius/Ḫazzi/Ṣapan war ein heiliger Berg bei den Hethitern, Hurritern, in Ugarit, im Antiken Syrien und er wird auch im Alten Testament genannt.
- Göbekli Tepe in der Türkei ist mit ca. 11.500 Jahren die älteste derzeit bekannte Tempelanlage der Welt. Sie wurde vermutlich bereits von nomadisch lebenden Jägern und Sammlern auf einem 750 m hohen Berg errichtet und später von anderen Kulturen übernommen.
- Tempelberg, Stadtberg Jerusalems, zentrale heilige Stätte dreier Weltreligionen, viele Jahrhunderte als Zentrum der Erde betrachtet (siehe TO-Karte); damit verbunden auch Zion, der Thron Gottes.
- Berg Karmel („Weingarten Gottes“), schon vorisraelitisch verehrt.

#### Südasien

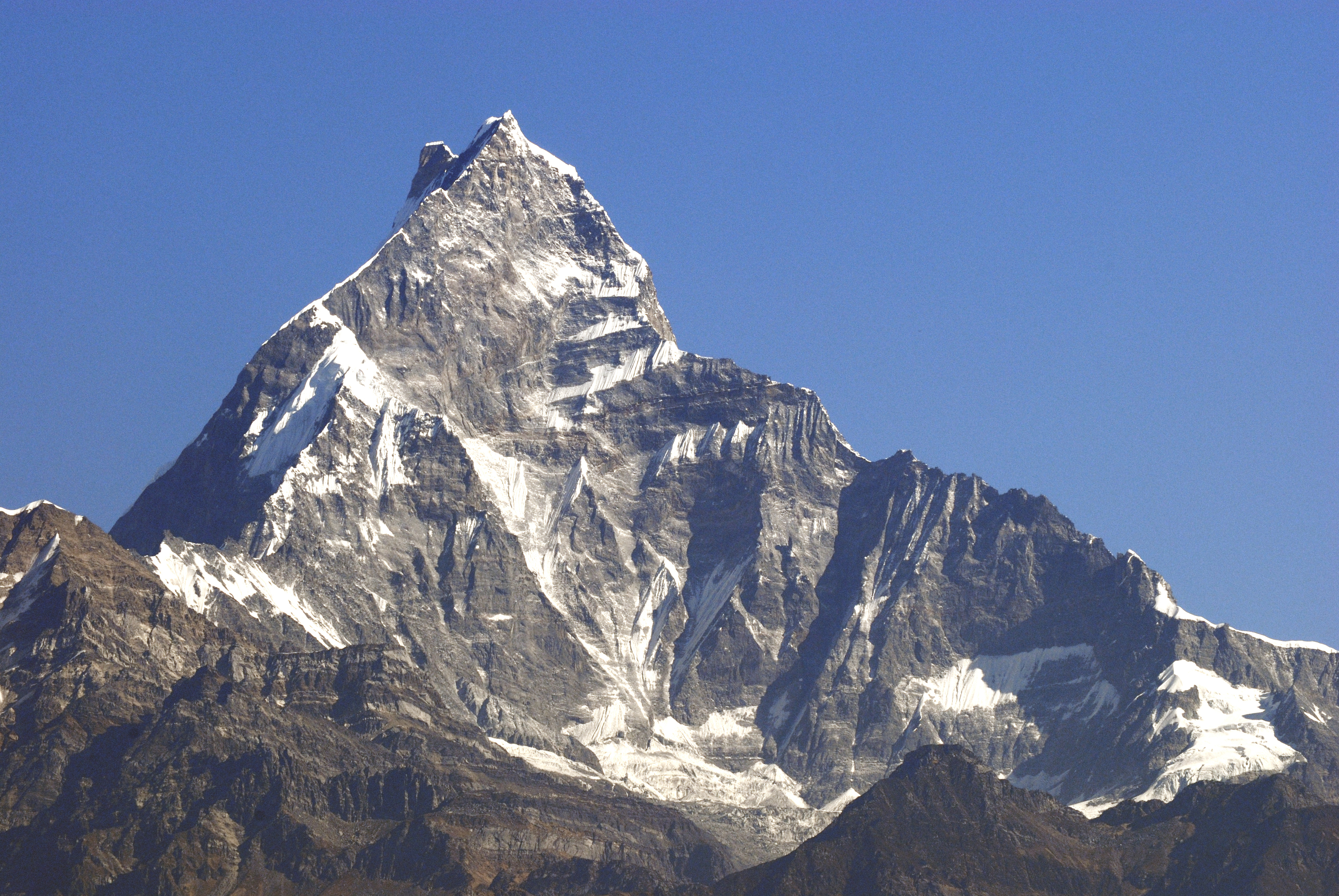
Machapuchare, 6997 m (Sitz des Amitabha, Buddha des grenzenlosen Lichts)

- Meru, mythologischer Berg, Zentrum des Universums in der hinduistischen und buddhistischen Kosmologie. Er wird mit verschiedenen realen Bergen identifiziert.
- Kailash – verehrt von Hindus, Buddhisten und Bön, Quellgebiet der vier größten Ströme des Indischen Subkontinents; auch Mount Everest (nepal. Sagarmatha „Stirn des Himmels“/tibet. Chomolungma „Mutter des Universums“), Annapurna („die Nahrung spendende Göttin“, Beiname der Göttin Parvati) und viele andere Berge des Himalaya werden mit Gottheiten in Verbindung gebracht, oder als Gottheit personifiziert.
- Der Machapuchare im Annapurna-Massiv gilt als Sitz des Amitabha, des Buddha des grenzenlosen Lichts.
- Der Adam’s Peak in Sri Lanka galt bereits in prähistorischer Zeit den Veddas als heilig. Er wird heute von Christen, Moslems, Hindus und Buddhisten gleichermaßen verehrt. Eine Vertiefung in seinem Gipfelplateau (Sri Pada, heiliger Fuß) wird je nach Glauben als Fußabdruck Buddhas, Adams, Shivas, oder des Apostels Thomas verehrt.
- Der Arunachala in Indien gilt als heiliger Berg des Hinduismus als Verkörperung des Shiva-Linga.
- Auch in Südindien werden zahlreiche Berge als heilig verehrt; in der tamilischen Sprache heißen sie oft Tirumalai, so etwa der Sri Naminatha Bhagawan Digamber Jain Hill

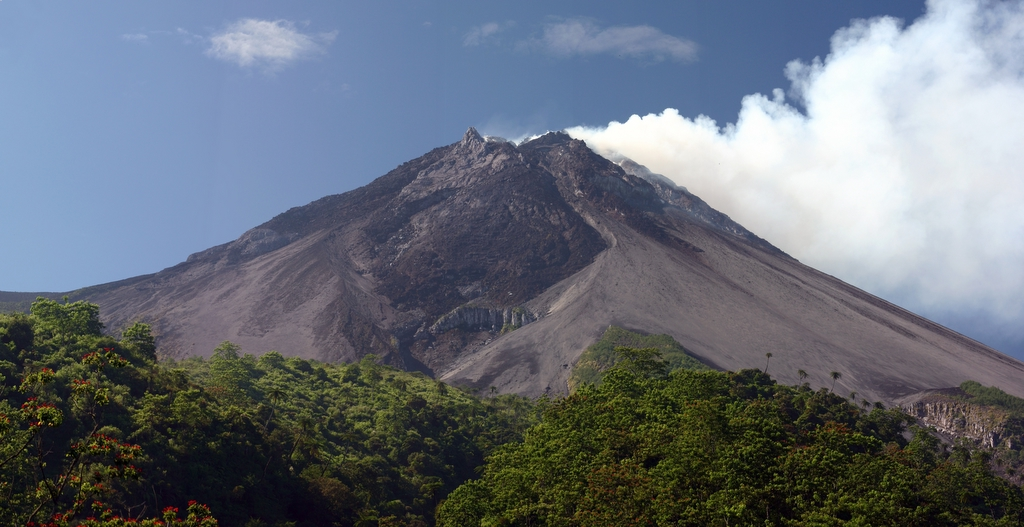
Merapi – 2914 m (Sitz von Geistern und Göttern)

#### Südostasien
- Dem Apo auf den Philippinen, einem aktiven Vulkan, sollen Menschenopfer dargebracht worden sein.
- Der Gunung Merapi in Indonesien, einer der gefährlichsten Vulkane der Erde, der aber auch für äußerst fruchtbare Böden sorgt, gilt als Sitz von Bergdämonen und eines unsichtbaren Königs der die Anwohner vor Ausbrüchen schützt. Dieser Glauben ließ bereits mehrfach Evakuierungsversuche scheitern und forderte so mehrere Todesopfer.
- Matebian (dt. „Berg der Seelen“ oder „Berg der Toten“) in Osttimor
- Dem Bromo auf Java werden bis heute in einer jährlichen Prozession Tiere und andere Gaben geopfert. Einer Legende zufolge geht dies auf ein Menschenopfer zurück, das dort zur Beendigung einer langen Kinderlosigkeit dargebracht wurde.
- Cablac, heiliger Berg von Manufahi, Osttimor
- Der Meratus im Süden Borneos, heiliger Berg der Dayak
- mehrere Orte und kleinere Berge in Osttimor tragen den Namen „Foho Lulic“ (dt. „Heiliger Berg“)

#### Zentral- und Ostasien
- Der Nyainqêntanglha in Tibet, vorbuddhistische Berggottheit des Nordens, „Schützer der Welt“, später in den buddhistischen Glauben integriert.
- A’nyê Maqên, der bedeutendste heilige Berg in Ost-Tibet, Residenz des Berggottes Machen Pomra.
- Gatö Jowo in Tibet.
- Der Mar-po-ri („Roter Berg“) von Lhasa, Standort des Potala-Palast, 130 m über der Stadt.

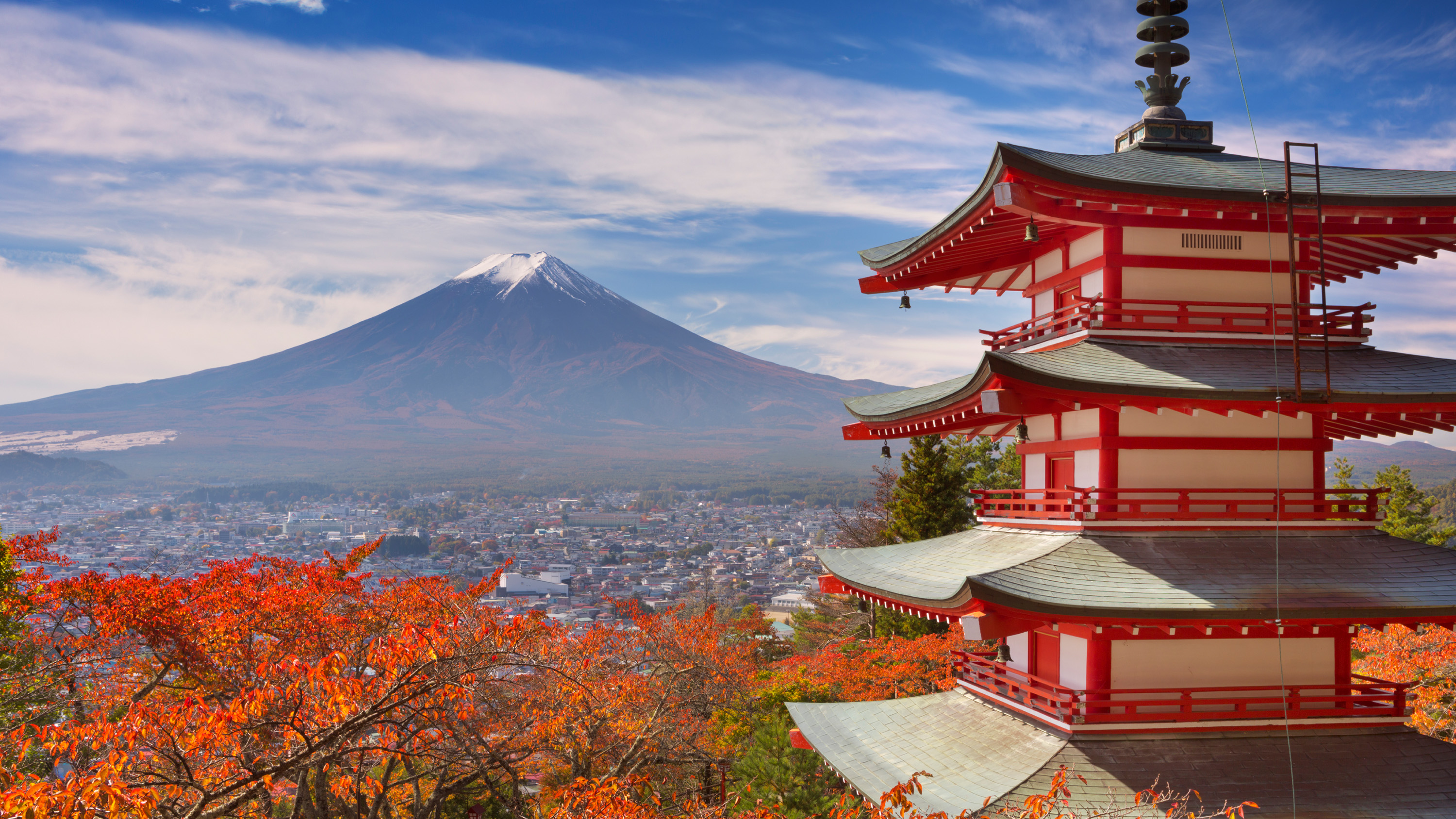
Der Fuji: Nicht nur heilig, sondern auch der höchste und weltweit bekannteste Berg Japans

- Fuji-san, Tateyama und Haku-san gelten als die „drei heiligen Berge Japans“ (日本三霊山, Nihon sanreizan), aber zahlreiche andere Berge; Drei Berge von Dewa (vergleiche auch die hundert berühmten Berge Japans 日本百名山 Nihon Hyaku-meizan die auf Kyūya Fukadas Buch von 1964 zurückgehen[1]).
- Der Burchan Chaldun in der Mongolei ist ein buddhistisches Heiligtum, wird aber vor allem aber als Geburtsort und Grabstätte von Dschingis Khan als heiliger Berg der Mongolen bis heute offiziell verehrt.
- Wahrzeichen der chinesischen Kultur ist der Huang Shan (黄山 – „Gelber Berg“), Anhui.
- Der Lu Shan (廬山區 / 庐山区,  Lúshān – „Berg der Einsiedlerhütte“ bei Guling) gilt als besonders ehrfurchtgebietend.
- Der Suleiman-Too ist der heilige Berg der Kirgisen. Er wird von christlichen und islamischen Pilgern besucht.
- Die Berge von Guilin (桂林,  Guìlín) am Li-Fluss, der nach Peking meistbesuchten touristischen Destination Chinas.
- Miwa, Mimoro oder Miwa-yama, heiligster Berg Japans. Schon seit vorgeschichtlicher Zeit verehrt, Heiligtum der Berggottheit Ōmononushi, Wallfahrtsort der Sake-Brauer. Der Miwa ist im Gegensatz zu den meisten anderen heiligen Bergen Japans nicht etwa als Sitz einer Gottheit geheiligt, sondern per se heilig.

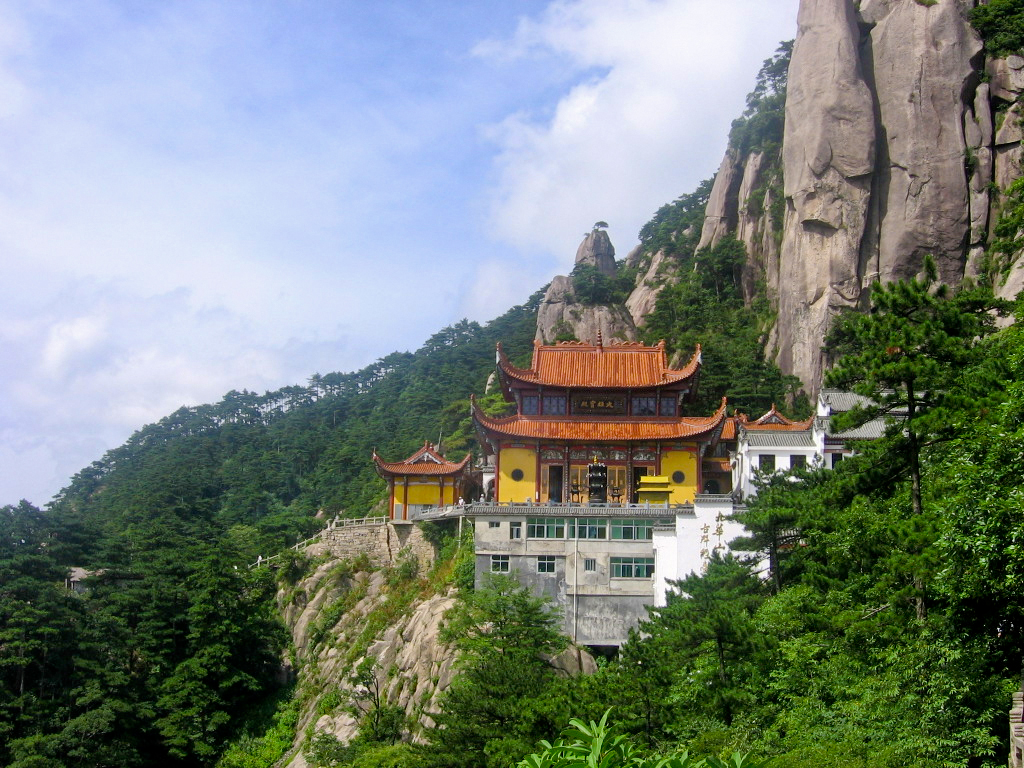
Buddhistische Pagode im heiligen Jiuhua-Gebirge

- Fünf heilige Berge des Daoismus: Die chinesische Kultur blickt auf eine lange Verehrung besonders reizvoller Berge zurück, die dem Daoismus (und teils auch dem Buddhismus) heilig sind (chinesisch 五嶽 / 五岳, Pinyin Wǔyuè – „Fünf Gipfel“):
  - Hua Shan
  - Heng Shan in Shanxi
  - Tai Shan
  - Song Shan
  - Heng Shan in Hunan.
- Die vier heiligen Berge des Buddhismus 四大佛教名山,  Sìdà Fójiào Míngshān – „Vier große, buddhistische, berühmte Berge“:
  - Emei Shan, dem Bodhisattva Samantabhadra / Puxian geweiht.
  - Religiöses Zentrum ist auch das Wutai-Gebirge (五台山,  Wǔtái Shān), bei Wutai, Shanxi.
  - Jiuhua Shan, in ganz Asien ein wichtiges Pilger- und Reiseziel.
  - Berg Foding (佛顶山) auf der Insel Putuo Shan (普陀山,  Pǔtuó Shān, einer der vier für den Buddhismus bedeutendsten Berge Chinas)

### Afrika

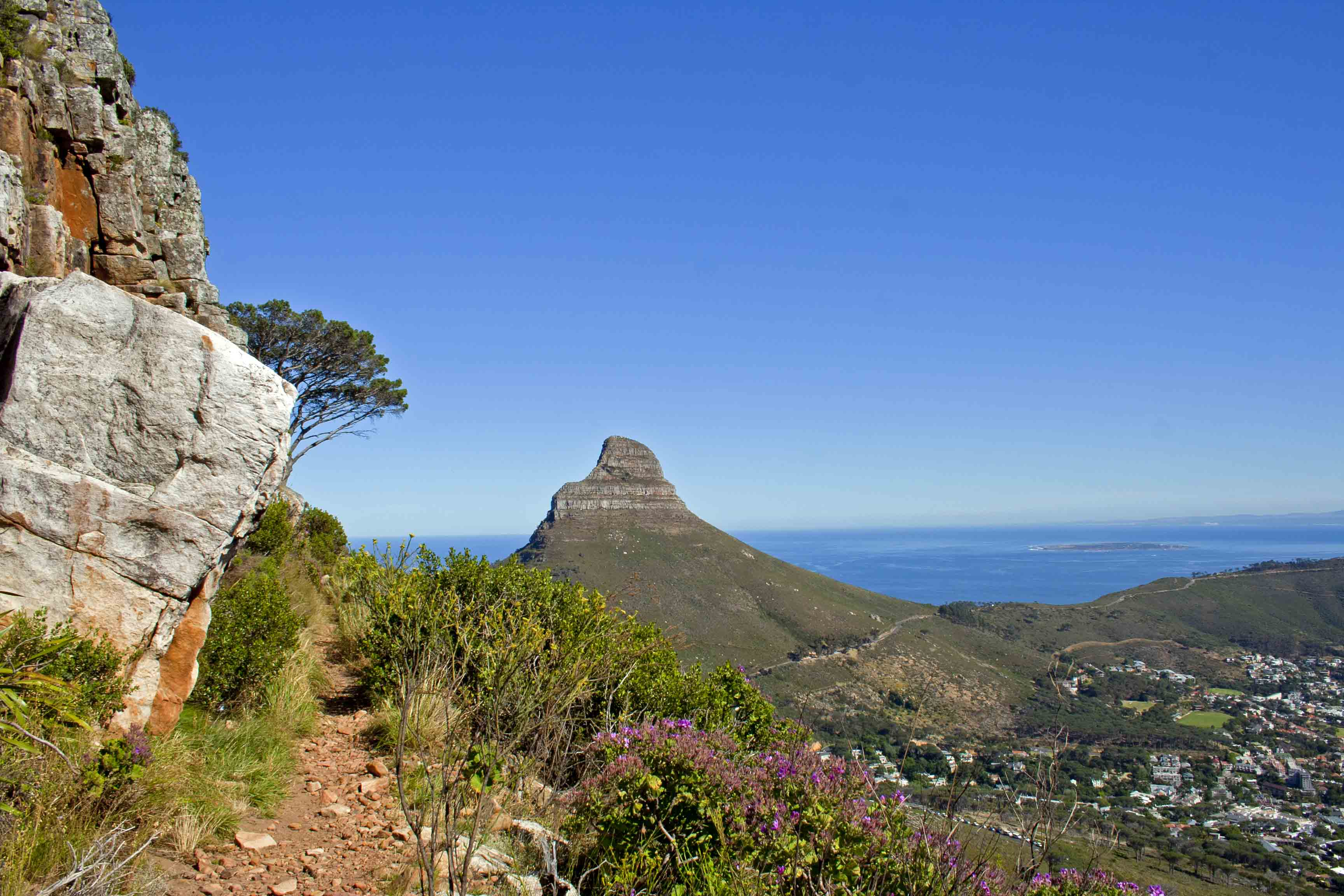
Lion´head – der „Löwenkopf“ – in Südafrika als Beispiel für Berge, die aufgrund ihrer Form heilig gelten

- Kilimandscharo, Teil des Sonnenkults der Chagga, Haus Gottes („Ngaia Ngai“) für die Massai, wiederum Bezug auf den Gott Engai.
- Einen vergöttlichten Namen hat auch der Atlas, der das Himmelsgewölbe stützt – der Mythos steht mit antikem Konzept des Endes der Welt bei den Säulen des Herakles, am Übergang des Mittelmeeres (des Meeres an sich) zum die seinerzeit bekannte Erde umfließenden Okeanos (dem Atlantik): Der Atlas ist der letzte feste Rand der Erde.
- Ol Doinyo Lengai, für die Massai Sitz des Regen- und Wolkengottes Ngai.
- Der Kupe, heiliger Berg der Bakossi in Kamerun
- Lion’s Head der „Löwenkopf“ zwischen Tafelberg und Ozean: Nach archäoastronomischen Forschungen in der Höhle Watchman´s Cave seit der Frühzeit ein heiliger Ort der Einheimischen.

### Australien und Ozeanien

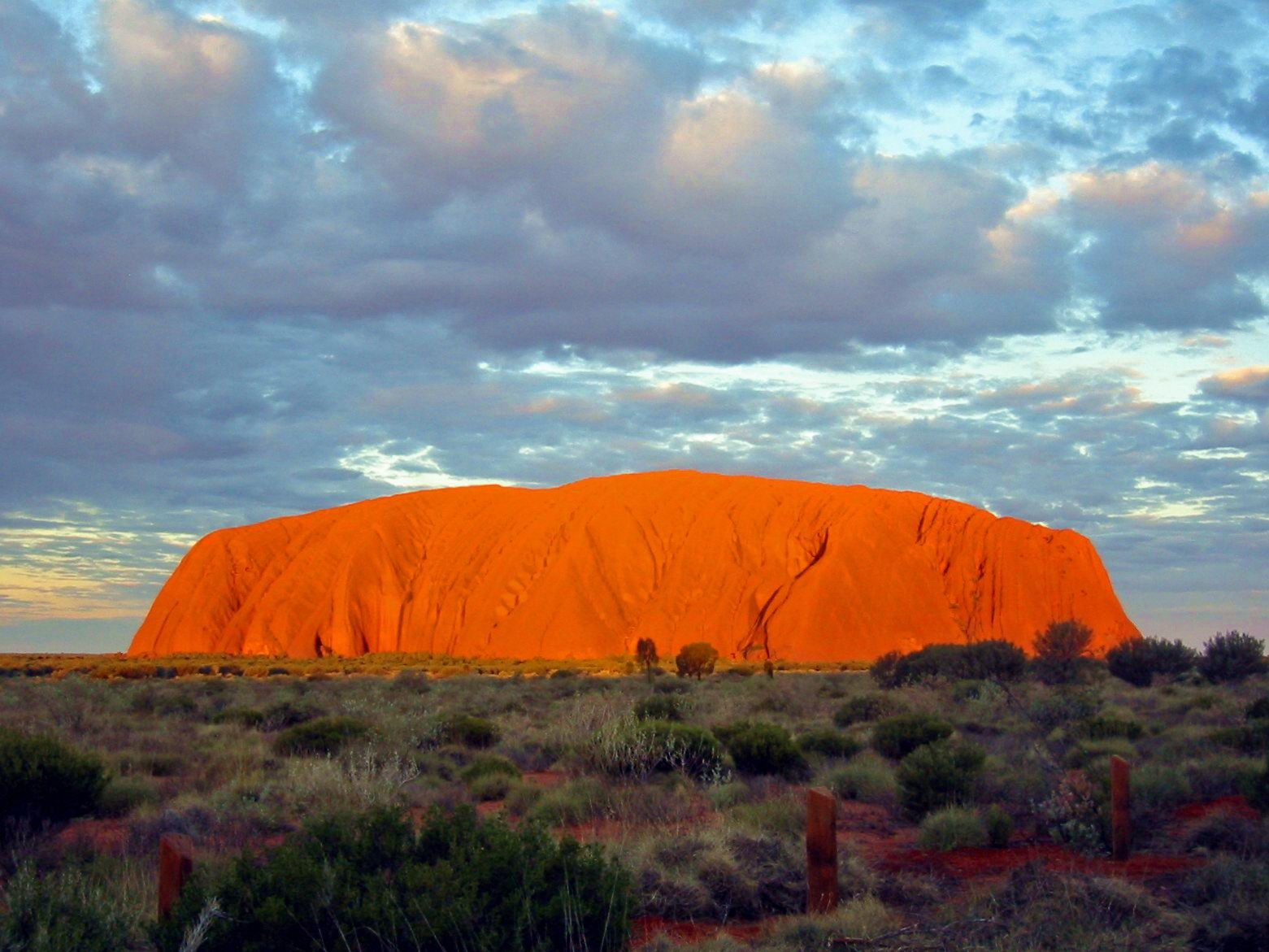
Uluru, der größte Felsen der Welt, ist ein Heiligtum der lokalen Aborigines Australiens

- Der Kīlauea auf Hawaiʻi wird als Sitz der polynesischen Göttin Pele verehrt. Sie soll durch Blumenopfer am Kraterrand besänftigt werden.
- Die Kata-Tjuṯa-Felsen haben eine ähnliche Bedeutung wie der Uluru-Felsen (früher Ayers Rock)...
- Uluru, für die Pitjantjatjara-Aborigines Teil ihres Schöpfungsmythos, des Uluru-Mythos. Durch seine Topographie und seine fehlende Erdbedeckung sorgt der Fels für Ablaufen von Regenwasser an seinen Flanken und damit für Fruchtbarkeit in seiner unmittelbaren Umgebung.
- Der Mount Yarrahapinni, der den örtlichen Aborigines der Stämme Gumbaynggirr und Dunghutti als heiliger Berg gilt.
- Moʻungatapu (dt. „Heiliger Berg“), ein Inselberg im Zentrum der Insel Tongatapu im Königreich Tonga.

### Nord- und Mittelamerika
Bei den erdverbundenen Völkern Nord- und Mittelamerikas finden sich sehr viele heilige Berge.

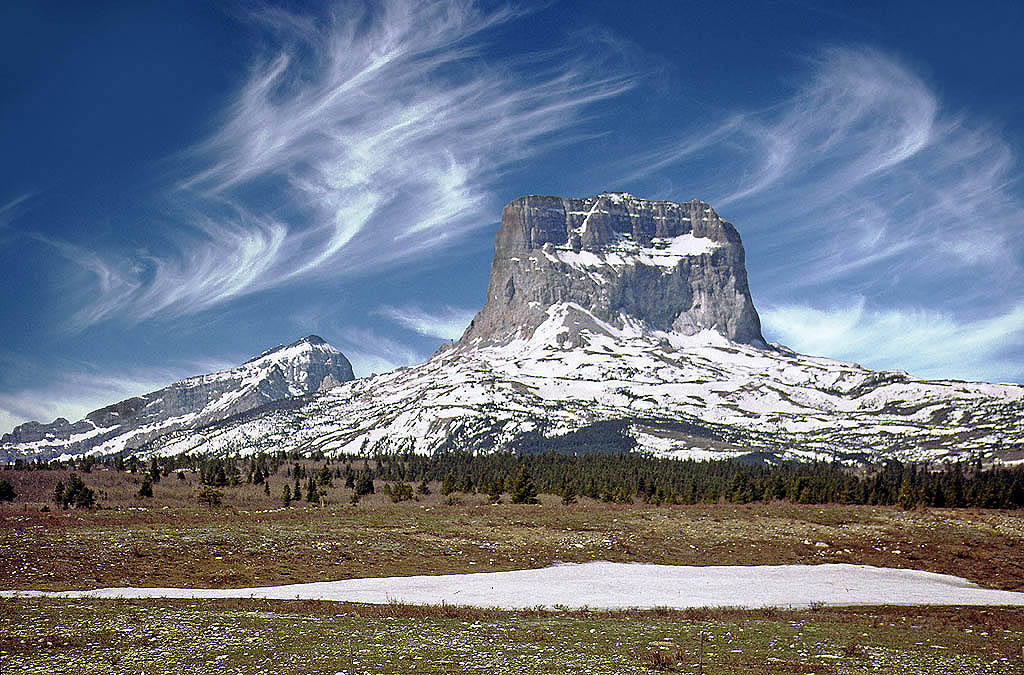
Chief Mountain, Montana – 2768 m, Blackfoot

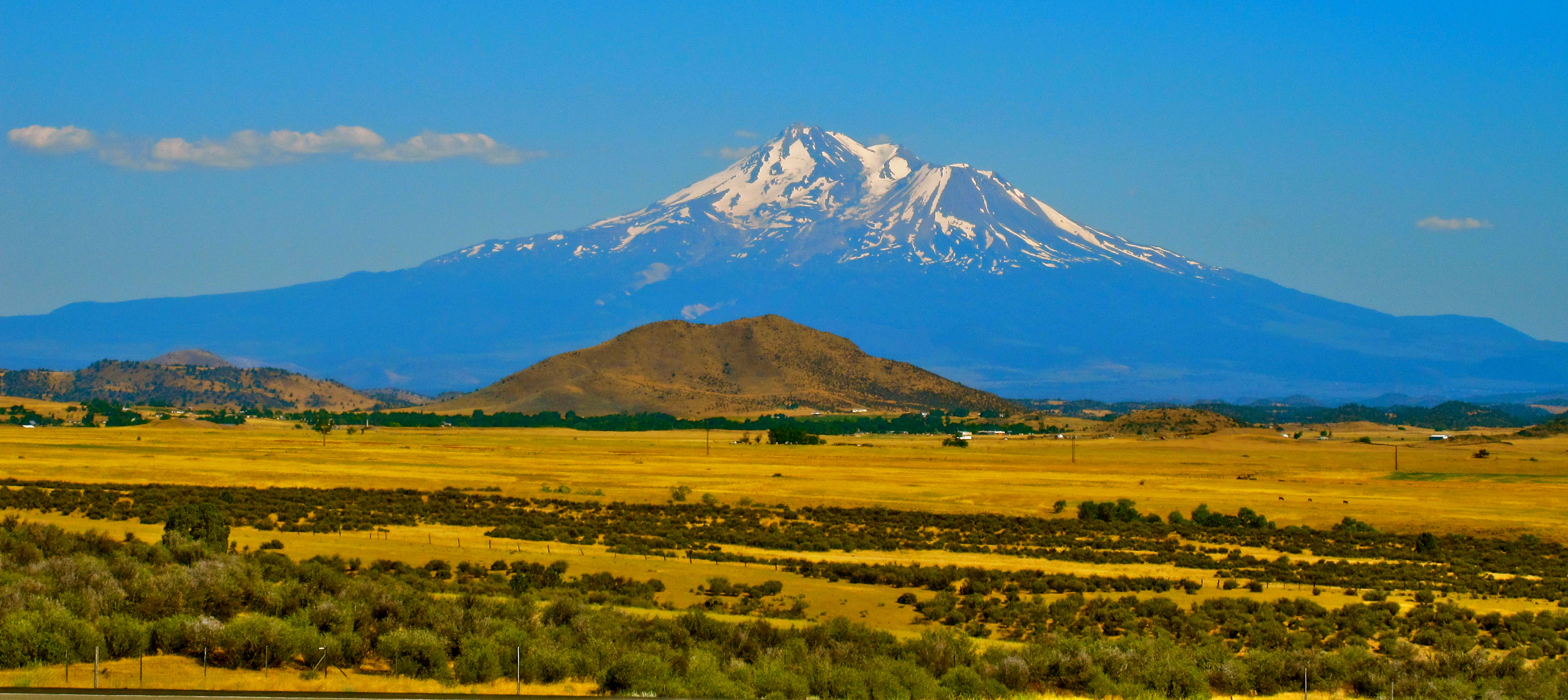
Mount Shasta, Kalifornien – 4322 m, Klamath und New Age

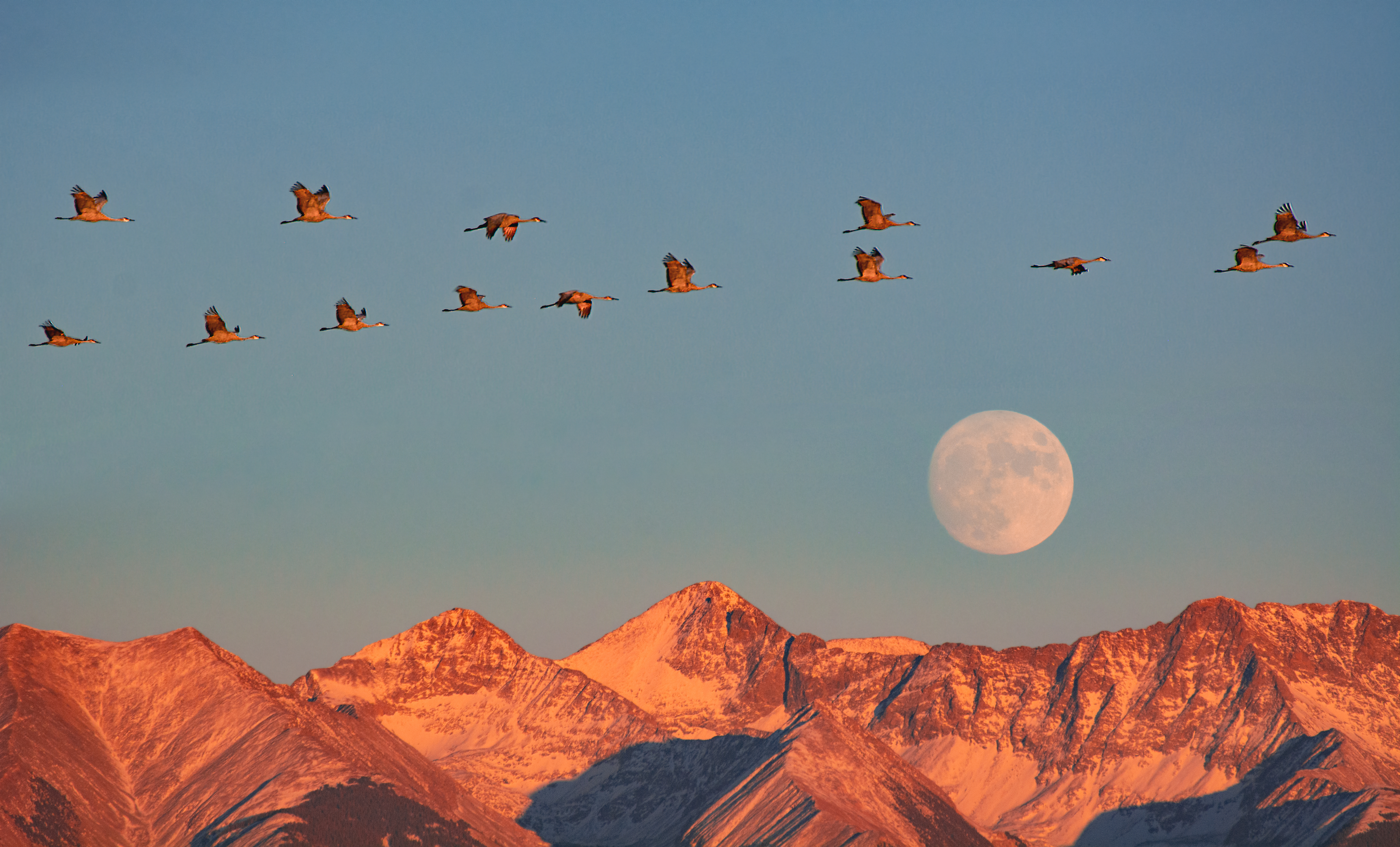
Blanca Peak, Colorado – 4374 m, Navajo

- Die Vulkane Popocatépetl und Iztaccíhuatl werden als Sitz von Berggöttern verehrt, gelten aber auch selbst als Gottheiten, die als Strafe für böse Taten von anderen Göttern versteinert wurden. Der Popocatépetl stellt in dieser Sage den Geliebten des Iztaccíhuatl, der „Weißen Frau“, dar. Im Rahmen des „Festes des Berges“ (Tepeilhuitl) wurden Nachbildungen der Berge aus Teig rituell enthauptet und verspeist.
- Blanca Peak, Navajo.
- Mount Shasta, Heiligtum einiger Stämme des nördlichen kalifornischen Kulturareales, Wohnstätte des „Großen Geistes“. Heute Kraftzentrum der New-Age-Bewegung und diverser Sekten.
- Die San Francisco Peaks gelten den Hopi und den Navajo als heilig. Sie spielen eine Rolle im Schöpfungsmythos der Hopi und werden als Wetterberge für den Sitz der Wettergeister (Kachinas) gehalten. Sie werden in jährlichen Festen zur Sommersonnenwende verehrt und sind bis heute ein Pilgerziel.
- Der Sierra Blanca Peak, die Guadalupe Mountains, der Three Sisters Mountain und der Oscura Mountain Peak ist den Mescaleros heilig und darf von Fremden nicht betreten werden[2]. In ihrer Sprache heißt der Sierra Blanca Peak Dziãgais'â-ní (dt. Heiliger Berg).
- Mount Tylor: „Heiliger Berg des Südens“ für die Navajo und Acoma.
- Mount Graham, heiliger Berg der San-Carlos-Apachen, langjährige Kontroversen um die Errichtung des Large Binocular Telescope auf heiligem Boden.
- Naatsis’áán oder Navajo Mountain ist ein weiterer heiliger Berg der Navajo.
- Chief Mountain, Blackfoot.
- Frog Peak (auch Mount Wilton oder Sugarloaf) Sẁaŕàḱxən: Heiliger Berg der Sinixt.
- Black Hills, heilige Berge der Lakota.
- Shiprock, „geflügelter Felsen“ – Tsé Bit' A'í – der Navajo.
- Der Monte Albán hieß bei den Zapoteken Dani Baá: dt. Heiliger Berg.
- Bear Butte (Lakota Mathó Pahá) ist ein den Cheyenne- und Sioux-Indianern heiliger Berg in South Dakota.
- Saoyú, der Grizzlybärenberg auf der südlichen Halbinsel im Großen Bärensee ist bei den Sahtú Dené heilig.

### Südamerika

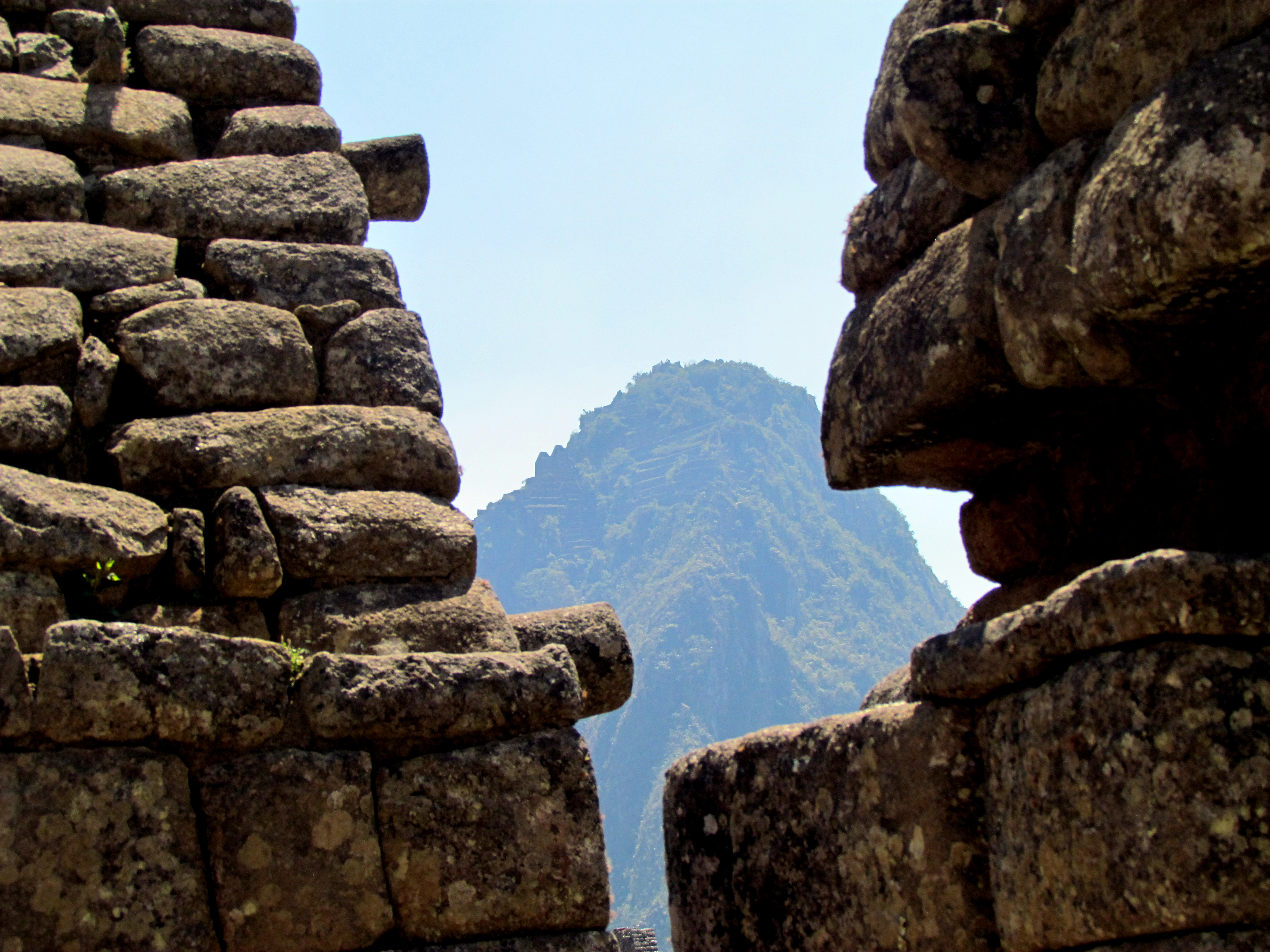
Blick von den Machu Picchu-Ruinen auf den Huayna Picchu, einer der vielen heiligen Berge der Inka

- Aconcagua, heiliger Inkaberg und höchster Gipfel Südamerikas. Fundort einer Kindermumie, Opfer eines Capacocha-Rituals.
- Der Mercedario galt zu prähispanischen Zeiten als heiliger Berg, auf dem ein Bergheiligtum errichtet wurde.
- Llullaillaco, als Wasserspender vergöttlicht, vermutlich auch Ort für Menschenopfer, höchstgelegene archäologische Funde der Welt.
- Illimani, für die Aymara als Wettergott eine der höchsten Gottheiten. Ihm werden Cocablätter, Lamaföten, Bier, Zigaretten und andere Gegenstände geopfert, um die Fruchtbarkeit des Landes zu gewährleisten.
- Ausangate in Peru, jährlich Ziel Tausender Pilger zum Schneesternfest. Ihm werden Heilkräfte zugeschrieben, Opfer an ihn sollen eine gute Ernte sichern.
- Coropuna in Peru, Sitz eines Apu-Berggottes.
- Ampato in Peru, heiliger Berg der Inka, Fundort der Mumie Juanita, die dort geopfert wurde. Der Ampato war wie der Llullaillaco als Wasserberg geheiligt.
- Die Berge Chimborazo und Tungurahua werden von den Puruhá als Stammvater und Urmutter ihres Volkes verehrt.
- Der Cerro Calvario in Bolivien galt bereits vor der Zeit der Inka als heilig, heute ist er ein Marienwallfahrtsort.
- Der Roraima-Tepui ist der höchste Tepui und heiliger Tepui des Pemón-Volkes aus Venezuela.
- Der Huayna Picchu, der die berühmte Ruinenstadt Machu Picchu überragt, gilt als einer der heiligen Berge der Inka.